# Pipe Aston
Pipe Aston est une paroisse civile et un village du Herefordshire, en Angleterre.